# Zona económica exclusiva de España

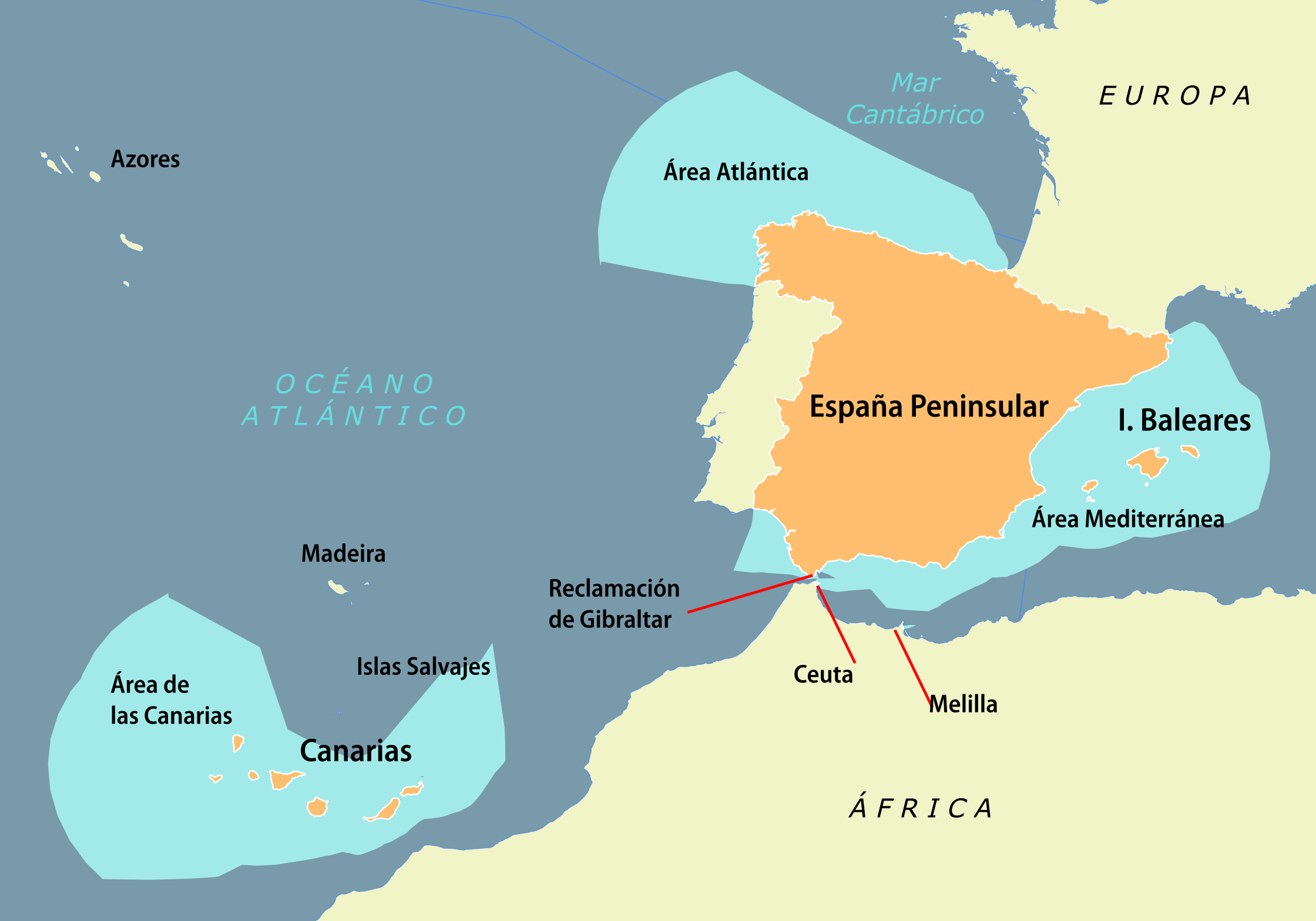
Zona económica exclusiva de España con las reclamaciones más importantes

La zona económica exclusiva de España es el territorio marino donde el país ejerce derechos especiales sobre la explotación y uso de los recursos marinos. Se extiende desde la base de la costa hasta 200 millas náuticas (370,4 km) hacia el interior del mar, o hasta que intercepte alguna ZEE extranjera. La ZEE española está repartida casi totalmente en tres regiones compactas: la región cantábrica y atlántica, la mediterránea junto con la región del golfo de Cádiz y la zona dependiente de las islas Canarias. Existe una cuarta región mucho más pequeña que corresponde a Melilla. Las cuatro regiones juntas suponen 1 039 233 kilómetros cuadrados, aproximadamente el doble de toda la superficie terrestre española. Conjuntamente la superficie terrestre y la marítima supondrían aproximadamente el 0,3 % de toda la superficie terrestre.

## Litigio con Reino Unido
La colonia británica de Reino Unido alega que Gibraltar tiene jurisdicción sobre las aguas territoriales anexas al Peñón. España alega que el Tratado de Utrecht solo le daría jurisdicción a los británicos sobre las aguas internas del puerto. Esta discusión llevó a ambas partes a un conflicto diplomático que empezó en 2013.

## Litigio con Portugal
Aunque España reconoce a las islas Salvajes como territorio portugués, no le reconoce parte de su plataforma continental, argumentando que forma parte de la plataforma de las Canarias. La situación ha llevado a los dos países a plantear el problema ante la ONU, alegando derechos territoriales sobre amplias regiones que ambos consideran como propias.

## Litigio con Argelia
Argelia publicó la extensión de su zona económica exclusiva el 17 de abril de 2018 con el decreto presidencial n.º 18-96 of 2 Rajab 1439.
La extensión de las aguas de Argelia pasó desapercibida por el público, tanto en España como en Italia, hasta febrero de 2020, cuando el exgobernador de Cerdeña, Mauro Pili, denunció que Argelia quería «robar» las costas de la isla. En España se presentó un problema similar al italiano, ya que las pretensiones de Argelia incluirían hasta parte del parque nacional marítimo-terrestre del Archipiélago de Cabrera. Tanto el gobierno de Italia como el de España ya habían presentado en 2018 su desacuerdo ante la ONU.
Tanto el gobierno de España, como el de Argelia, han señalado su voluntad de negociar unos límites aceptables para ambos países.

## Litigio con Marruecos
El 30 de marzo de 2020, Marruecos publicó en su boletín oficial la extensión de su ZEE según dos leyes que habían sido aprobadas en enero, en las que Marruecos incluye la costa del Sáhara Occidental como propia. La ZEE de Marruecos, en la costa correspondiente al Sáhara Occidental, entra en conflicto con la ZEE reclamada por España, en el área de las islas Canarias. La importancia de la zona reclamada por ambos países está en el monte Tropic (o Monte Trópico), un volcán submarino que tiene un importante yacimiento de telurio.